# Ridderorden in Tsjechië
Ridderorden in Tsjechië, nadat Tsjecho-Slowakije werd opgesplitst op 1 januari 1993 in de souvereine staten: Tsjechië en Slowakije, waren er nog maar drie orden over in Tsjechië. Het federale parlement van de Tsjecho-Slowaakse Federale Republiek heeft op 2 oktober 1990 nog twee ridderorden ingesteld. Haast alle oudere Tsjecho-Slowaakse orden en titels werden die dag afgeschaft. Nieuw waren:
- De Orde van Tomáš Garrigue Masaryk (Řád Tomáše Garrigua Masaryka)
- De Orde van Milan Rastislav Štefánik (Řád Milana Rastislava Štefánika)

De uit 1921 stammende Orde van de Witte Leeuw (Řád bílého lva) bleef voortbestaan en dat is eveneens die dag bekrachtigd.
De drie orden werden Tsjechisch. Slowakije stelde later een eigen ridderorde in.